# 里姆斯特
里姆斯特（荷蘭語：Riemst，荷蘭語發音：[rimst]）是比利时弗拉芒大區林堡省通厄倫區的一个市镇，东北与荷兰接壤，通行荷蘭語，是弗拉芒社群的一部分，面积57.88平方千米，人口16,665人（2018年1月1日）。